# Refugio Puerto Moro

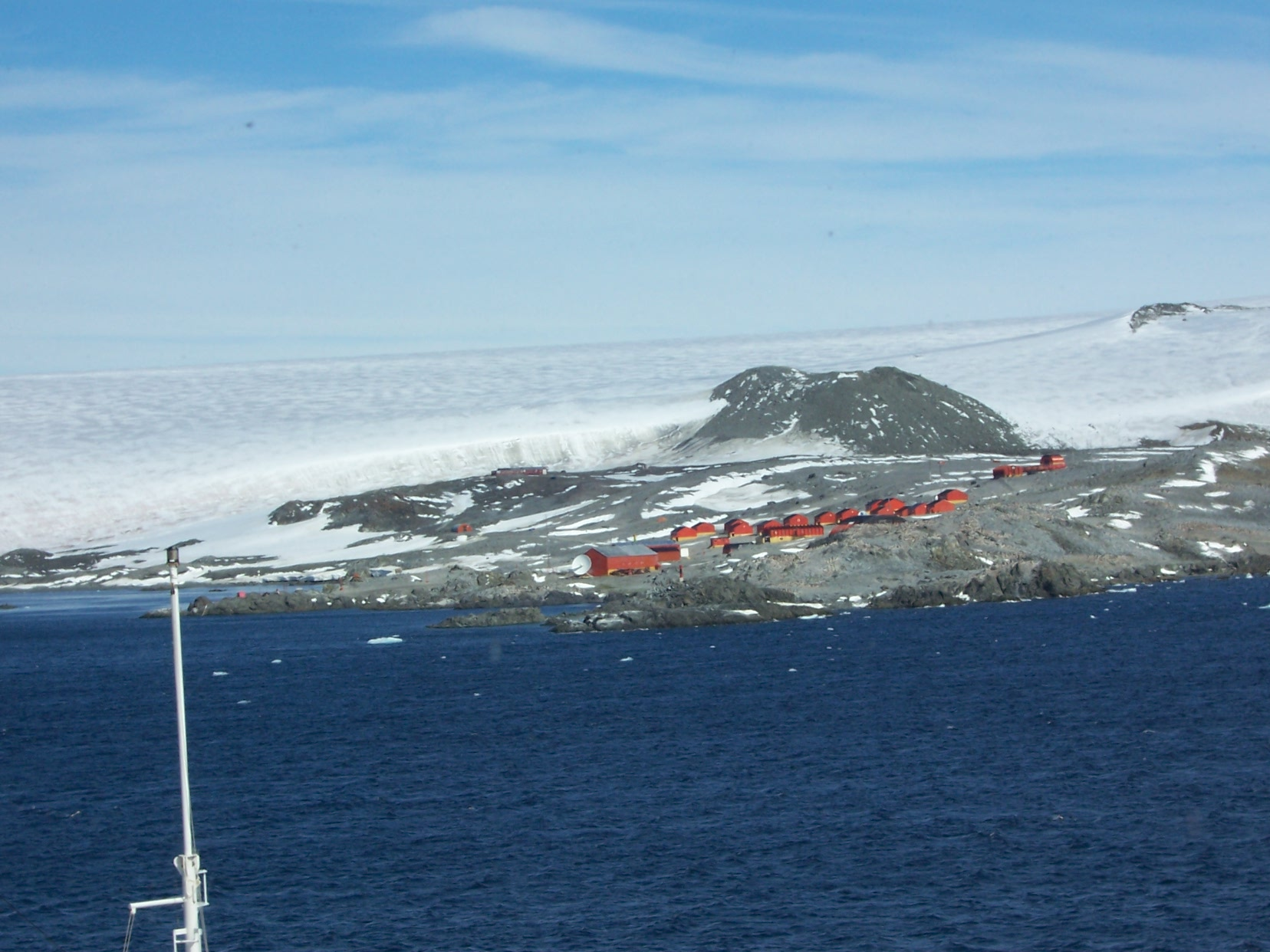
El refugio es visible al centro a la izquierda, aislado del resto de los edificios.

El refugio Puerto Moro es un refugio antártico ubicado en punta Foca (entre las caletas Choza y Águila) de la bahía Esperanza en la península Trinidad en el norte de la península Antártica. Inaugurado por la Armada Argentina en la campaña de verano 1951-1952, actualmente está integrado a la Base Esperanza, de la cual constituye su acceso marítimo para las personas y elementos que llegan en botes o gomones por tener un pequeño muelle y por no existir un sitio adecuado para el amarre de barcos.
Está conformado por un pequeño muelle de madera, con una construcción que además de refugio, hace las veces de depósito y de recepción de visitantes. Desde Puerto Moro, a través de un camino, se llega a las principales instalaciones de la base. Junto al refugio hay un mareógrafo y, en sus cercanías, un punto panorámico del lugar y la choza de los Suecos. Como sitio de recepción, en una pared lateral se encuentra un cartel con recomendaciones a los visitantes. Recibió tareas de mantenimiento y reparación en 2014.
Los perros polares argentinos de la base solían practicar esquivando los postes de electricidad tendidos entre la casa principal y el puerto.
En cuanto a la geología, el Miembro Puerto Moro (nombrado así por el refugio) forma parte de la Formación Hope Bay.